# Rolf Andra
Rolf Andra (* 24. August 1907 in Hegne bei Konstanz als Josef Fuchs; † 4. März 1998 ebenda) war ein deutscher Zauberkünstler und Autor.

## Leben
Nach der Schule erlernte er den Beruf des Landwirts. Mit 12 Jahren begeisterte er sich für die Zauberkunst, nachdem er ein Zauberbuch entdeckt hatte und von seinem Großvater einen Kartentrick vorgeführt bekam. 1946 trat er zum ersten Mal öffentlich und hauptberuflich als Zauberkünstler im Varieté Capitol, Konstanz, auf. Er nannte sich seit dieser Zeit Rolf Andra – der lachende Magier.
Neben seinem abendfüllenden Programmen widmete er sich vornehmlich der Zauberkunst mit Spielkarten, ein Gebiet, über das er mehrere wegweisende Publikationen herausgebracht und in mehreren deutschsprachigen Zauberperiodika Artikel verfasst hat. Allein in der Zauberzeitschrift Magische Welt sind über 100 Beiträge von ihm erschienen.

## Veröffentlichungen
- Karten-Kombinationen, 1949
- Die Symphonie der Asse, 1954
- Karten-Magie  "Das Handbuch der Kartenmagie", 1956
- Das Rolf Andra Skriptum, 1959
- Atom Asse, 1961
- Eine Kartenroutine am Tisch, 1961
- Das konische Kartenspiel, 1962
- Magische Impressionen, 1964
- Zauber der Asse, 1965
- Rolf Andra Seminar, 1974
- Magie mit Karten, 1997